# Manuel Schenkhuizen
Manuel „Grubby“ Schenkhuizen ([ˈmaˑnyˌwɛl ˈsxɛŋkˌɦœyzə(n)]; * 11. Mai 1986) ist ein professioneller niederländischer Computerspieler und Streamer.

## Wirken
Im Februar 2008 wechselte Schenkhuizen zum E-Sport-Clan MeetYourMakers (kurz MYM), nachdem sich sein vorheriger Clan 4Kings wegen finanzieller Probleme von der Warcraft-III-Abteilung getrennt hatte. Das Interesse an ihm seitens „MYM“ dürfte, neben seinen spielerischen Erfolgen, auch an seiner  Popularität im europäischen wie auch im asiatischen Raum gelegen haben. Anfang 2009 musste der Clan MeetYourMakers jedoch seiner extensiven Gehaltspolitik Tribut zollen und die Türen schließen. Als Konsequenz dessen waren kurzzeitig die beiden erfolgreichsten WC3-Spieler aller Zeiten, Manuel Schenkhuizen und Jang Jae-ho (Moon), ohne Arbeitgeber. Während Jang Jae-ho einen mit 16.000 US-Dollar pro Monat dotierten Vertrag mit der koreanischen Organisation WeMadeFox einging, unterschrieb Grubby bei der amerikanischen Organisation Evil Geniuses.
Schenkhuizen gilt seit dem Jahr 2004 als einer der weltbesten Spieler mit einer gleichbleibend guten Statistik in Turnieren. Obwohl es in der E-Sport-Szene fortlaufend große Fluktuation im Spitzenfeld gibt, konnte sich der Niederländer über einen derart langen Zeitraum an der Spitze halten. Zusammen mit Jang Jae-ho ist er der einzige Warcraft-III-Spieler, der seit 2004 jedes Jahr mindestens ein bedeutendes Turnier gewonnen hat, darunter die World Cyber Games 2004 und 2008, den Electronic Sports World Cup 2005 und die World Series of Video Games 2006.
Am 21. November 2008 konnte Manuel Schenkhuizen eine 1½ Jahre andauernde Phase beenden, in der er ohne großen Turniersieg geblieben war. Diese Phase, in der er oft an seinem chinesischen Angstgegner Li „Sky“ Xiaofeng scheiterte, hatte in der Community dafür gesorgt, dass viele Personen die Meinung vertraten, dass Schenkhuizen nach so vielen Jahren an der Spitze einfach nicht mehr mit den neu aufkommenden, asiatischen Top Spielern mithalten könnte. Diese Diskussion, ob Schenkhuizen noch ein absoluter Weltklassespieler sei oder nicht, hatte in diesem Zeitraum in der Community zu teils erbitterten Argumentationen geführt. Durch seinen Sieg bei den World Cyber Games 2008 in Köln, in dessen Finale er seinen früheren Teamkollegen Jang Jae-ho bezwingen konnte, beendete er seine Durststrecke und die aufgrund dessen entstandenen Diskussionen. In einem Interview nach dem Sieg bezeichnete er seinen Triumph als eine Waffe für seine Fans, die solange auf einen erneuten großen Turniersieg von ihm warten mussten.
Wenige Tage nach dem Sieg bei den World Cyber Games in Köln, nahm das WCG-Komitee Grubby als insgesamt 11. Spieler in die WCG Hall of Fame auf. Aufnahmebedingung für einen Platz in der WCG Hall of Fame sind zwei oder mehr Triumphe bei den World Cyber Games. Neben Li „Sky“ Xiaofeng ist er der einzige Warcraft3 Spieler, dem dies in der Geschichte der World Cyber Games gelungen ist.
Im Jahre 2009 konnte er seine Erfolge aus dem Jahr 2008 bestätigen, so gewann er das GOM TV Einladungsturnier, durch ein 3-1 gegen den chinesischen Spieler Zhuo „TeD“ Zeng vom Clan World-Elite und das eSTARS Turnier im koreanischen Seoul. Des Weiteren belegte er zwei zweite Plätze bei den ESL Continental Finals Asia in Chengdu, sowie bei einem Turnier auf der Blizzcon, der hauseigenen Messe des Spieleherstellers Blizzard Entertainment.
Außerdem führt Schenkhuizen die Spielerstatistik der WC3L an, die Auskunft über sämtliche gewonnenen und verlorenen Spiele innerhalb der WC3L, der wichtigsten Teamliga der Welt, gibt. Sein früherer Clan 4Kings konnte unter seiner Führung viermal die WC3L gewinnen – ein bis heute nicht überbotener Rekord.
Zu seinen größten Stärken zählen seine Fähigkeiten im Micromanagement und sein herausragendes Spielverständnis. Sein innovatives Spiel revolutionierte die Strategie, wie die Rasse der Orcs gespielt wird und brachte ihm den Spitznamen „The king of orcs“ ein. Daher gilt er auch als der erfolgreichste Orc-Spieler der Welt. Sein gewonnenes Preisgeld beträgt über 200.000 US-Dollar, hinzu kommen weitere Einkünfte durch sein Spielergehalt sowie Merchandising-Einnahmen.
Der niederländische Regisseur Jos de Putter veröffentlichte im Jahr 2009 eine Dokumentation namens Beyond the Game, für die er Schenkhuizen bei verschiedenen Turnieren überall auf dem Globus begleitet hatte und die sein Leben als professioneller Computerspieler thematisiert und beleuchtet.
Seit 2014 betreibt Schenkhuizen hauptberuflich einen Kanal beim Live-Streaming-Videoportal Twitch, auf dem er seit 2015 hauptsächlich Heroes of the Storm streamte.
2016 begann Grubby wieder zusätzlich von Freitag bis Sonntag Warcraft 3 zu streamen und konnte viele seiner damaligen Fans wieder für sich gewinnen.

## Erfolge als Solospieler mitStarcraft 2
- Copenhagen Games 2011: 3. Platz
- GSS Pro Invitational #3: 1. Platz
- IEM Singapore 2012: 2. Platz
- 2013 WCS EU Finals Season 2: 3. / 4. Platz

## Erfolge als Solospieler mitWarcraft 3
- Cyber X Games 2004: 1. Platz
- World Cyber Games 2004: 1. Platz
- Samsung European Championship 2005: 1. Platz
- Electronic Sports World Cup 2005: 1. Platz
- BlizzCon 2005: 1. Platz
- World Cyber Games 2005: 3. Platz
- Blizzard Worldwide Invitational 2006: 2. Platz
- Samsung European Championship 2006: 1. Platz
- World e-Sports Games 2006 Masters: 2. Platz
- Electronic Sports World Cup 2006: 5. Platz
- World E-Sports Festival 2006: 1. Platz
- KODE5 Global Finals 2006: 3. Platz
- World Cyber Games 2006: 5. Platz
- World Series of Video Games 2006: 1. Platz
- Battle.net Season 4 finals: 3. Platz
- Samsung European Championship 2007: 3. Platz
- Electronic Sports World Cup 2007: 3. Platz
- ESL Extreme Masters II: 3. Platz
- Blizzard Worldwide Invitational 2008: 3. Platz
- NiceGameTV War3League Saison I: 2. Platz
- World E-Sports Masters 2008: 3. Platz
- World Cyber Games 2008: 1. Platz
- ESL Continental Final Asia 2008: 1. Platz
- GomTV War3 World Invitational: 1. Platz
- EPS BeNeLux Season I: 1. Platz
- EPS BeNeLux Season II: 1. Platz
- EPS BeNeLux Season III: 1. Platz
- e-Stars Seoul 2009: 1. Platz
- Blizzcon 2009: 2. Platz
- World E-Sports Masters 2009: 1. Platz
- World Cyber Games 2010: 2. Platz

## Auszeichnungen
- Gosu Gamer of the Year 2006
- eSports Player of the Year 2006
- eSports WC3 Player of the Year 2006
- eSports WC3 Player of the Year 2005
- WC3L Season X MVP
- WC3L Season IX MVP
- WC3L Season VIII MVP
- WC3L Season VII MVP
- Aufnahme in die WCG Hall of Fame
- eSports WC3 Player of the Year 2009